# CCTA Risk Analysis Management Methodology
CCTA Risk Analysis Management Methodology（略称：CRAMM）は英国大蔵省CCTA局と英国規格協会によって作成されたファシリティマネジメントに於けるリスク分析手法の考え方。

## 手法
CRAMMでは、資産の識別、質的技法と量的技法を併用している。これらの作業を次の3つのステージで行う。
1. 資産の識別と評価
情報資産に対する影響と重要度に関する質問表を作成して出力し、回答からランク付けを行う
2. 脅威・脆弱性の評価
各資産の脆弱性レベルを質的評価に関する質問表を作成し、回答から5段階のレベルで評価する。
3. セキュリティ対策の選択・策定
5段階のリスクレベルに応じてペリル（損失を発生させる要因）、ハザード（危険・障害）、影響の抑制、回復の見地からのセキュリティ対策のリストアップ。